# Saison 2025-2026 de l'AS Nancy-Lorraine
Nancy allez allez